# Giorgio de Chirico
Giorgio de Chirico (født 10. juli 1888, død 20. november 1978) var en italiensk maler.
Han var skaberen af pittura metafisica, metafysisk maleri.

## Ekstern henvisning
- Wikimedia Commons har flere filer relateret til Giorgio de Chirico
- De Chirico malinger i Museum of Modern Art i New York